# Spirits (musikalbum av Keith Jarrett)
Spirits från 1986 är ett dubbelalbum med Keith Jarrett på vilket han sjunger och spelar gitarr, klockspel, sopransaxofon, blockflöjt, piano, tabla, flöjter och slagverk. Det spelades in i maj–juli 1985 i Jarretts hemstudio Cavelight Studios, New Jersey.

## Låtlista
All musik är skriven av Keith Jarrett.

### Cd 1
1. Spirits 1 – 5:07
2. Spirits 2 – 1:37
3. Spirits 3 – 8:04
4. Spirits 4 – 5:56
5. Spirits 5 – 4:10
6. Spirits 6 – 1:58
7. Spirits 7 – 7:09
8. Spirits 8 – 4:52
9. Spirits 9 – 5:12
10. Spirits 10 – 3:27
11. Spirits 11 – 2:36
12. Spirits 12 – 4:47

### Cd 2
1. Spirits 13 – 5:09
2. Spirits 14 – 3:06
3. Spirits 15 – 2:26
4. Spirits 16 – 2:10
5. Spirits 17 – 2:57
6. Spirits 18 – 6:20
7. Spirits 19 – 4:50
8. Spirits 20 – 5:13
9. Spirits 21 – 4:21
10. Spirits 22 – 3:08
11. Spirits 23 – 4:04
12. Spirits 24 – 3:02
13. Spirits 25 – 2:18
14. Spirits 26 – 6:12

## Medverkande
- Keith Jarrett – sång, gitarr, klockspel, sopransaxofon, blockflöjt, piano, tabla, flöjter, slagverk